# Madkal, Sedam
Madkal là một làng thuộc tehsil Sedam, huyện Gulbarga, bang Karnataka, Ấn Độ.